# Richard Hatch
Richard Lawrence Hatch (Santa Monica, Kalifornia, 1945. május 21. – Los Angeles, Kalifornia, 2017. február 7.) amerikai színész.

## Filmszerepei

### Mozifilmek
- Charlie Chan és a sárkánykirálynő átka (Charlie Chan and the Curse of the Dragon Queen) (1981)
- Fenyegető telefon (Party Line) (1988)
- Túl a Kilimandzsárón (Mal d'Africa) (1990)
- Kísértetharcosok (The Ghost) (2001)
- Az esőcsináló (The Rain Makers) (2005)

### Tv-sorozatok
- San Francisco utcáin (The Streets of San Francisco) (1976–1977, 24 epizódban)
- Csillagközi romboló (Battlestar Galactica) (1978–1979, 21 epizódban)
- Szerelemhajó (The Love Boat) (1982, 1985, három epizódban)
- Gyilkos sorok (Murder, She Wrote) (1984, egy epizódban)
- T.J. Hooker (1985, egy epizódban)
- Dinasztia (Dynasty) (1984–1985, öt epizódban)
- MacGyver (1986, egy epizódban)
- Jake meg a dagi (Jake and the Fatman) (1990, egy epizódban)
- Baywatch (1995, két epizódban)
- Csillagközi romboló (Battlestar Galactica) (2004–2009, 22 epizódban)

## További információ
- Hivatalos oldal
- Richard Hatch a PORT.hu-n (magyarul)
- Richard Hatch az Internetes Szinkronadatbázisban (magyarul)
- Richard Hatch az Internet Movie Database-ben (angolul)
- Richard Hatch a Rotten Tomatoeson (angolul)